# Physiculus maslowskii
Physiculus maslowskii är en fiskart som beskrevs av Trunov, 1991. Physiculus maslowskii ingår i släktet Physiculus och familjen Moridae. Inga underarter finns listade i Catalogue of Life.